# Groß Leine

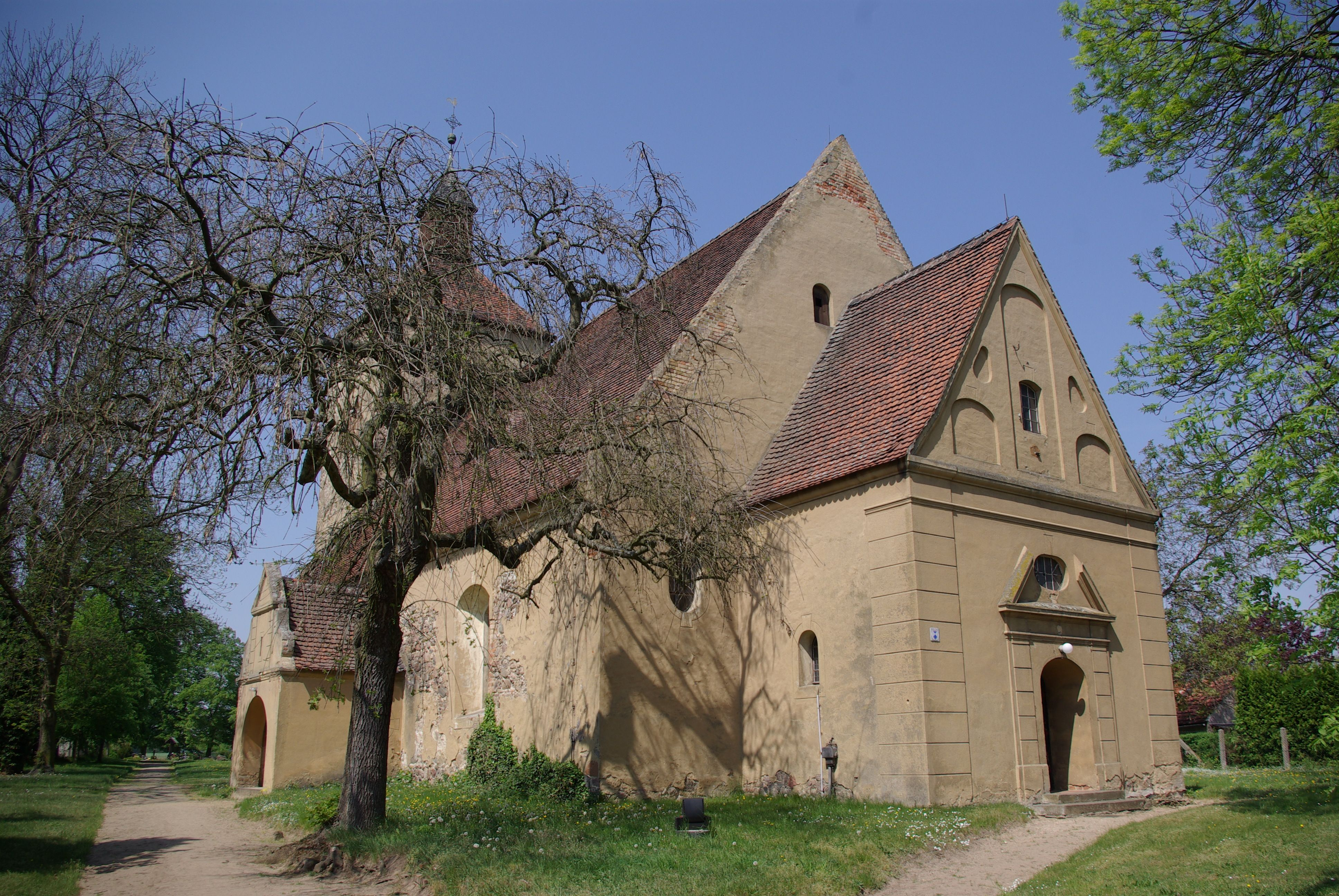
Kirche in Groß Leine

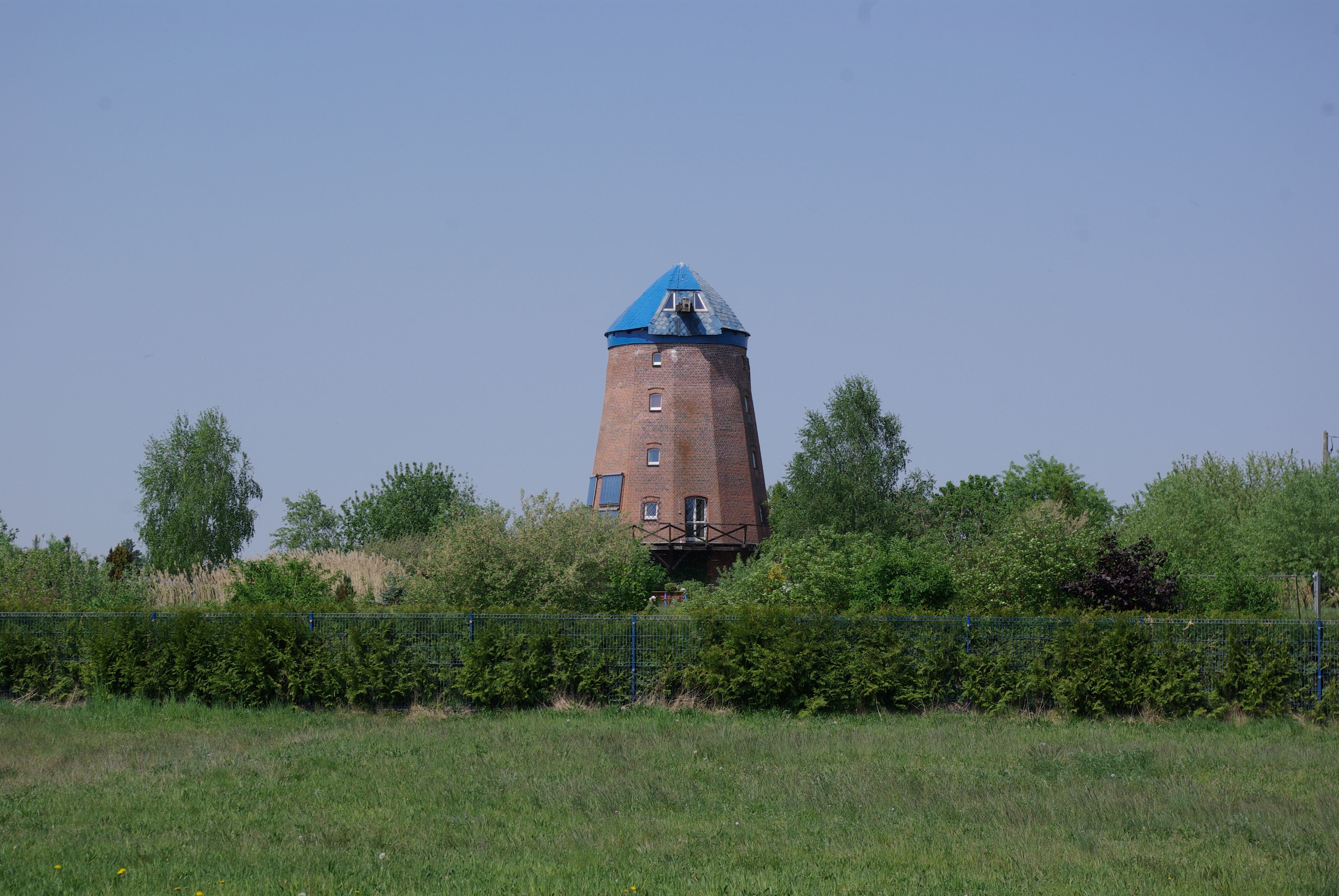
Die Holländerwindmühle

Groß Leine (niedersorbisch Wjelike Linje) ist ein Ortsteil der Gemeinde Märkische Heide im Landkreis Dahme-Spreewald in Brandenburg. Bis 2003 war Groß Leine eine eigenständige Gemeinde.

## Geographie
Groß Leine liegt ca. 14 km nordöstlich von Lübben (Spreewald) und 18 km südwestlich von Friedland. Die Gemarkung von Groß Leine grenzt im Norden an Dollgen und Leibchel, im Osten an Glietz und im Süden an Klein Leine. Die B 320 führt durch den Ort hindurch, nordwestlich des Ortskerns verläuft die B 87, die sich beim Wohnplatz Birkenhainchen mit der B 320 kreuzt. Die L 444 führt Richtung Süden nach Klein Leine, eine kleinere Straße führt auch nach Glietz.
Westlich des Ortes liegt eine stark gewundene, ursprüngliche Schmelzwasserrinne, die auf den Topographischen Karten nicht weiter bezeichnet ist. Im Schmettauschen Kartenwerk von 1767/87 ist sie als Bogenluch verzeichnet und enthält außerdem noch zwei kleinere Wasserflächen. Dieses Luch war sicher früher ein See. Auch in der Topographischen Karte 1:25.000 von 1903 ist im nördlichen Teil des Luchs noch eine kleine Wasserfläche vermerkt. Höchster Punkt der Gemarkung ist bei etwas über 60 m im südlichen Teil der Gemarkung, tiefster Punkt bei 50,9 m im Luch im westlichen Teil der Gemarkung. Zu Groß Leine gehört eine Hälfte des Wohnplatzes Birkenhainchen, die andere Hälfte liegt auf der Gemarkung von Dollgen.

## Geschichte
Der Ort wurde 1346 erstmals als Leyn urkundlich erwähnt. 1439 erfolgte die Erwähnung als Große Lyna. Der Name ist wohl von der altsorbischen Grundform *lin = Schlei abgeleitet, der schließlich eine adjektivische Form annahm; 1387 vom Lyne, 1435 vom Leyne und 1479 von Grossen Leyn. Bei einem von einer Fischart abgeleiteten Ortsnamen würde man an eine Namensübertragung von einem naheliegenden See auf den Ort erwarten. In der Nähe liegt aber heute kein See (mehr). Allerdings war die westlich des Ortes liegende, stark gewundene, ursprüngliche Schmelzwasserrinne sicher einmal wassergefüllt und bildete einen See. Außerdem liegt bei Klein Leine, vermutlich die ursprüngliche slawische Siedlung, der Klein Leiner See. Gerade bei gleichnamigen, nur durch die Zusätze Groß und Klein unterschiedenen, eng benachbarten Dörfern ist das mit Klein bezeichnete Ort die ursprüngliche, slawische Siedlung, während der mit Groß bezeichnete Ort, die im Zuge der deutschen Ostsiedlung entstandene neue Plansiedlung war.
Nach der Dorfstruktur soll Groß Leine ein kleines Runddorf sein, was aber nach dem Schmettauschen Kartenwerk und dem Urmesstischblatt (Blatt 3950 Groß Leuthen) von 1846 nicht stimmt. Groß Leine ist in beiden älteren Kartenwerken als Straßendorf eingezeichnet.
| Bevölkerungsentwicklung von 1818 bis 2002 | Bevölkerungsentwicklung von 1818 bis 2002 | Bevölkerungsentwicklung von 1818 bis 2002 | Bevölkerungsentwicklung von 1818 bis 2002 | Bevölkerungsentwicklung von 1818 bis 2002 | Bevölkerungsentwicklung von 1818 bis 2002 | Bevölkerungsentwicklung von 1818 bis 2002 | Bevölkerungsentwicklung von 1818 bis 2002 | Bevölkerungsentwicklung von 1818 bis 2002 | Bevölkerungsentwicklung von 1818 bis 2002 | Bevölkerungsentwicklung von 1818 bis 2002 | Bevölkerungsentwicklung von 1818 bis 2002 | Bevölkerungsentwicklung von 1818 bis 2002 | Bevölkerungsentwicklung von 1818 bis 2002 | Bevölkerungsentwicklung von 1818 bis 2002 |
| ----------------------------------------- | ----------------------------------------- | ----------------------------------------- | ----------------------------------------- | ----------------------------------------- | ----------------------------------------- | ----------------------------------------- | ----------------------------------------- | ----------------------------------------- | ----------------------------------------- | ----------------------------------------- | ----------------------------------------- | ----------------------------------------- | ----------------------------------------- | ----------------------------------------- |
| Jahr                                      | 1818                                      | 1846                                      | 1871                                      | 1890                                      | 1910                                      | 1925                                      | 1939                                      | 1946                                      | 1950                                      | 1964                                      | 1971                                      | 1981                                      | 1991                                      | 2002                                      |
| Einwohner                                 | 213                                       | 225                                       | 257                                       | 284                                       | 245                                       | 272                                       | 236                                       | 357                                       | 361                                       | 253                                       | 240                                       | 208                                       | 207                                       | 217                                       |

1708 wohnten neun Kossäten und sechs Büdner in Groß Leine, für 1718 werden sieben Kossäten und fünf Häusler genannt. 1723 gab es sieben Kossätenhöfe, zwei halbe Kossätenhöfe und elf Hausleute. 1755 wird die Bevölkerung mit 155 „Konsumenten“ angegeben. Die durchschnittliche Ernte in Dresdnern Scheffeln betrug: 771 Scheffel Korn, 66 Scheffel Gerste, 69 Scheffel Hafer, 12 Scheffel Erbsen, 72 Scheffel Heidekorn (= Buchweizen), 8 Scheffel Hopfen und 8 Scheffel Lein. Das Schmettausche Kartenwerk von 1767/87 verzeichnet südöstlich des Ortskerns den Große und Kleinen Weinberg. 1795 werden 12 Freibüdner genannt. Für 1816 werden neun Gärtner und sechs Häusler genannt. Das Dorf hatte 533 Gulden Schatzung, und es gab bereits ein Schulgebäude. 1818 hatte das Dorf 208 Einwohner, die sich auf 32 Feuerstellen verteilt; dazu kam noch die Groß Leiner Windmühle mit 5 Einwohnern und einer Feuerstelle. Die Windmühle lag etwas außerhalb 100 m südwestlich der heutigen B 320 Richtung Birkenhainchen (Grundstück Nr. 7 in Alkis). Ob es bereits die später belegte Turmholländerwindmühle war, deren Rest noch heute steht, ist nicht bekannt. Für 1819 ist bereits Neumanns Schenke (später Wohnplatz Birkenhainchen an der Kreuzung von B 179 und B 87 gelegen) belegt. Damals wurde immer noch etwas Weinbau betrieben. Bis 1840 war Groß Leine auf 35 Häuser angewachsen, in denen 234 Einwohner lebten. Für 1864 lauten die Zahlen: 38 Häuser und 248 Einwohner im Ort, und 2 Häuser und 16 Einwohner in Birkenhaynchen auch Neumanns Schänke.
Nach dem Zweiten Weltkrieg wurde das Gut enteignet und stattdessen 20 Neubauernstellen geschaffen. 1958 wurde die LPG Typ I „Goldene Ähre“ in Groß Leine gegründet.

## Besitzgeschichte
1505 hatte Hans von Luckowien seinen Wohnsitz auf Groß Leine. Er wird damals zu den „wirten der schelcke“ gezählt, d. h. zu den Adligen, die dem (adligen) Straßenräuber Andreas von Bomsdorf und Genossen Unterschlupf gewährten. In den Jahren darauf muss er Groß Leine verkauft haben, denn am 30. März 1517 bekamen die Brüder Christoph, Friedrich und Georg von der Zauche die Bestätigung ihrer Lehen nach dem Tod des böhmisch-ungarischen Königs Ladislaus. Neben den Lamsfeldschen Gütern (Lamsfeld, Jamlitz, Jessern und Staakow) auch das Gut Groß Leine, der Busche Nackopenge genannt, zwischen Leibchel und Glietz gelegen, und auch die Neue Mühle zwischen Guhlen und Ressen gelegen, die Georg von der Zauche von Hans Luckowien gekauft hatte. Es handelt sich also um keine Erstbelehnung, sondern um eine Wiederbelehnung bzw. Lehnsbestätigung in manu dominante. Nach dem Tod des böhmisch-ungarischen Königs Ludwig II. in der Schlacht bei Mohács 1526 erhielten nun nur noch zwei Brüder von der Zauche, nämlich Friedrich und Georg die erneute Bestätigung ihrer Lehen und an Groß Leine. Nur wenige Jahre später verkaufte Georg von der Zauche Groß Leine an Friedrich d. Ä. von Streumen, der 1538 starb und es seinem Sohn Friedrich d. Jü. von Streumen vererbte. Am 14. Juli 1538 erhielt dieser den Lehenbrief für Groß Leine; nicht enthalten war darin die oben noch genannte Neue Mühle, die an Wilhelm Schenk von Landsberg auf Groß Leuthen verkauft worden war. Friedrich d. J. von Streumen auf Trebatsch konnte 1542 auch noch die Dörfer Pretschen und Wittmannsdorf von den Brüdern Melchior und Leonhardt von Langen erwerben. Er besaß außerdem Anteile an den Dörfern Mittweide und Schuhlen (Skulin), die er aber 1544/45 verkaufte. Doch auch Groß Leine war nicht lange in seinem Besitz. Ebenfalls um 1544/5 verkaufte er das Dorf an Christoph von Zabeltitz zu Trebatsch (richtigerweise ist hier nach Houwald Trebitz zu lesen), der am 30. März 1545 (Montag nach Palmarum) die Lehnsbestätigung erhielt. Mitbelehnt war sein Bruder Georg, denn zur Musterung der niederlausitzischen Stände 1554 erschienen Gorge Zabeltitz und Robel zum Lein und Leupchen mit einem Schützenpferd und zwei Fußknechten. 1558 hatte Christoph von Zabeltitz außerdem das Dorf Topper (im früherer Kreis Crossen in der Neumark) erworben. Im selben Jahr ist Christoph von Zabeltitz dann auch verstorben. Seine namentlich nicht genannte Witwe auf der einen Seite und seine beiden Brüder Hans und Georg auf der anderen Seite verglichen sich am 17. Mai 1558 dahin, dass die Witwe wegen ihres zugebrachten Ehegeldes von 500 Gulden ein Leibgeding von 1000 Gulden erhalten sollte, falls sie nicht bei ihren Kindern auf dem Gut bleiben wolle, oder dass die Kinder sie nicht weiter dort wohnen lassen würden. 500 Gulden sollten ihr ausbezahlt werden, 500 Gulden sollten auf dem Gut stehen bleiben und bei ihrem Tod ans Lehen zurückfallen. Die Witwe machte außerdem geltend, dass sie außer ihrem Ehegeld noch mindestens 800 Gulden in die Ehe eingebracht habe. Georg gestand ihr deshalb weitere 500 Gulden zu, die nach ihrem Tod an den mit Christoph gezeugten Sohn (Name leider nicht genannt) oder dessen Erben, oder wenn dieser ohne Erben verstorben ist, an die Töchter gehen sollten, falls sie die Mutter überleben sollten. Überlebte sie, die Witwe, ihre Kinder, sollte sie die 500 Gulden zur freien Verfügung haben. Mit Zustimmung ihres Vormundes Eustachius von Schlieben auf Vetschau und Seese, Hauptmann in Zossen leistete sie dafür Verzicht auf alle weiteren Ansprüche. Nach dieser Urkunde waren ihre Kinder noch minderjährig. Groß Leine kam an seinen Sohn Georg. Christoph muss noch einen zweiten, namentlich nicht bekannten Sohn gehabt haben, der Trebitz erhielt. 1560 bestimmte der Landvogt der Niederlausitz Bohuslav Felix von Lobkowitz und Hassenstein, während der Zeit, in der auf Reisen ist, Caspar Burggrafen von Dohna auf Straupitz, Hans von Polenz aus Beesdau, Georg von Zabeltitz von Groß Leine und [Esaias] von Minckwitz zu Groß Lübbenau zu Amtsbefehlshabern.

### Groß Leine im Besitz derer von Zabeltitz
Georg von Zabeltitz starb 1576 und hinterließ Groß Leine seinen Söhnen Jacob, Christoph, Dietrich, Hans und Heinrich; letztere beiden waren zu diesem Zeitpunkt noch minderjährig. Am 27. Juli 1576 erhielten die Brüder von Zabeltitz den Lehnbrief über Groß Leine mit der Windmühle, dem Busch Nackopenge zwischen Leibchel und Glietz gelegen, den Ober- und Niedergerichten, Weinbergen usw. In der Lehnsbestätigung 1580 für die Brüder von Zabeltitz nach dem Tod von Kaiser Maximilian II. wird auch ihr Großvater Christoph von Zabeltitz genannt, der das Lehn von Friedrich von Streumen gekauft hatte. Damit ist die obige Zabeltitzsche Familiengeschichte belegt. In der brüderlichen Teilung vom 16. März 1600 übernahm Christoph von Zabeltitz Groß Leine. Er hatte keine Nachkommen. Dietrich von Zabeltitz auf Lein hatte am 11. Mai 1597 das halbe Dorf Eichow (Ortsteil der Gemeinde Kolkwitz im Landkreis Spree-Neiße) von Berndt von Seyffertitz erworben. Er hinterließ die Söhne Baltzer, Christoph, Sebastian und Georg und die Töchter Margarethe, Anna, Eva sowie eine namentlich nicht sicher bekannte weitere Tochter (Elisabeth?). Er starb noch vor 1609. Heinrich zum Lein kaufte von Siegmund von Zabeltitz auf Tranitz (heute devastiert) das Dorf Gablenz (Ortsteil der Gemeinde Neuhausen/Spree im Lkr. Spree-Neiße), und 1599 erwarb er von Wolf Ernst von Beerfelde ein Freihaus in Lübben (Spreewald). Nach der Zabeltitzschen Familiengeschichte war mit einer Catharina von Zieckau aus dem Hause Pieskow verheiratet. Er starb noch vor 1609 und hinterließ einen zu diesem Zeitpunkt noch unmündigen Sohn Wolf Ernst. In der Urkunde von 1599, nach der Heinrich von Zabeltitz die Lehn für das Freihaus in Lübben erhielt, werden auch seine Vettern Hans und Christoph von Zabeltitz zu Topper und Trebatsch erwähnt. Sie können nur die Söhne des namentlich nicht bekannten zweiten Sohnes des Christoph von Zabeltitz auf Trebitz gewesen sein.

### Groß Leine wird an die von Zittwitz verkauft
1621 (das Historische Ortslexikon sagt 1623) war Groß Leine an Hans von Zittwitz gelangt. Er war der Sohn des Henning (I.) von Zittwitz, der Briesen erworben hatte. Henning I. von Zittwitz (auch Zitzewitz) stammte aus Klein Podel, Kreis Stolp in Pommern. Er war mit Sarah geb. von Steinkeller verheiratet, mit der er (mindestens) die drei Söhne Hans, Martin und Henning (II.) hatte. Henning I. starb schon 1601, Sara 1625 in Groß Leine. Ihr Sandsteinepitaph ist in der Turmvorhalle der Groß Leiner Kirche aufgestellt. Die drei Brüder von Zittwitz erwarben 1621 (oder 1623) Groß Leine. Am 23. Juni 1623 wurde Hans von Zittwitz mit Groß Leine belehnt. 1636 verkaufte Heinrich von Röbel das Dorf Glietz an Hans von Zittwitz, allerdings zunächst auf Wiederkauf. 1651 konnte Henning (III.) das Dorf Glietz endgültig erwerben. Dieser Henning (III.) war ein Sohn des Hans von Zittwitz und war am 9. August 1639 und erneut am 23. Juni 1640 mit Groß Leine belehnt worden. Er war mit Marie Hedwig geb. von Oppen verheiratet, der Tochter des Caspar von Oppen und der Catharina (geb.) von Oppen auf Kossenblatt. Henning III. war Landesältester des Krummspreeischen Kreises. Aus der Ehe mit Marie Hedwig gingen (mindestens) drei Söhne hervor: Anton, Christoph Friedrich und Joachim Friedrich. Letzter starb am 30. Dezember 1713 ohne Nachkommen. Anton von Zittwitz hatte es beim Militär bis zum Hauptmann gebracht. Er war mit Margarethe Elisabeth von Gresten (Greß) verheiratet, mit der er zwei Söhne Anton (* 1688) und Henning (IV.) (* 1691) hatte.

### Teilung von Groß Leine in einen Oberhof und einen Unterhof
Ende des 17. Jahrhunderts wurde Groß Leine in einen Oberhof und einen Unterhof (auch lehensrechtlich) geteilt. 1688 legte Antonius die Lehnspflicht für Glietz ab, vermutlich wurde Groß Leine zum selben Zeitpunkt geteilt, denn Anton fiel der Oberhof zu. Anton (d. Ä.) von Zittwitz starb 1697 in Groß Leine. Seine Lehen fielen a seinen hochbetagten Vater zurück, der Glietz dann seinem Sohn Friedrich Joachim übertrug. Der Unterhof fiel zunächst an den Sohn Christoph Friedrich, der 1704 Anna Hedwig von Huhl (Huller), Tochter des Johann Abraham Huhl (Huhler von Onolzheim und Leibchel) und der Anna Hedwig Pade von Creutzenstein auf Leibchel, geheiratet hatte. Sein einziger (?) Sohn Friedrich Wilhelm heiratete 1733 in Annaburg Christina Magdalena von Braun und blieb in Sachsen. Christoph Friedrich verkaufte schließlich seinen Anteil (Unterhof) 1743 an Joachim Heinrich von Langen. Er wurde am 17. Januar 1743 damit belehnt. Der Oberhof kam dann vom Großvater direkt an seinen Enkel Henning (IV.), der ihn 1746 an Joachim Heinrich von Langen verkaufte. Er erhielt den Lehnbrief am 18. Oktober 1746. Damit waren die beiden Anteile besitzrechtlich wieder vereint, blieben jedoch lehensrechtlich getrennt. Joachim Heinrich von Langen war der Sohn des Heinrich Wilhelm von Langen und der Margarethe Gertraud von Oppen von Birkholz, der Birkholz 1728 auf Druck an den brandenburgischen Kurfürsten und König in Preußen Friedrich Wilhelm I. um 20.284 Taler hatte verkaufen müssen. Er hatte 1729 zunächst Stradow bei Vetschau gekauft. Joachim Heinrich hatte noch einen jüngeren Bruder Ernst Otto und eine Schwester Margarethe (Gertraud) Elisabeth, die mit Siegmund Ernst von Stutterheim auf Falkenberg verheiratet war. 1744 heiratete Joachim Heinrich in Groß Leine Marianne Eleonore verw. von Lietzen, geb. von Hund und Altengrottkau, die den Sohn Friedrich Magnus von Lietzen in die Ehe brachte. Aus der Ehe entsprossen Friederike Tugendreich, die bereits 1765 mit nur 21 Jahren starb, Margaretha Johanna Eleonore, die ebenfalls sehr jung 1768 verstarb und der Sohn Joachim Ernst Gabriel, der als Kadett mit 17 Jahren 1766 in Neustadt bei Dresden starb. Marianne Eleonore starb am 3. November 1749 in Groß Leine. Joachim Heinrich scheint noch eine zweite Ehe eingegangen zu sein. Der Name der Frau ist nicht bekannt und die Ehe blieb kinderlos. Am 25. August 1773 verstarb er als Landesältester des Krummspreeischen Kreises in Groß Leine. Danach fielen Oberhof und Unterhof in Groß Leine zunächst an seinen Mitbelehnten den Oberamtsrat und Bürgermeister von Lübben Karl Christoph von Besser, der jedoch nur fünf Monate später am 27. Januar 1774 starb. Daraufhin fielen die beiden Lehensanteile von Groß Leine an dessen Söhne Friedrich Laurentius und Carl Heinrich von Besser, die am 28. März 1774 in communione mit anderen Mitbelehnten den Lehenseid leisteten. Am 23. Januar 1775 leistete auch Carl Friedrich von Schlieben den Lehnseid als Hauptbelehnter am Unterhof zu Groß Leine in communione mit anderen Mitbelehnten und als Mitbelehnter für den Oberhof. 1777 (ohne genaues Datum) erscheint dann noch August Gotthelf Leopold von Schlieben als Hauptbelehnter am Unterhof in communione mit anderen Mitbelehnten. Sehr wahrscheinlich waren alle Lehensträger und Mitbelehnten nur Lehensträger für Otto Joachim Erdmann von Langen, den minderjährigen Sohn des Otto Ernst von Langen und Bruder des verstorbenen Joachim Heinrich von Langen. Otto Joachim Erdmann von Langen war am 7. Oktober 1776 als Sohn des Otto Ernst und seiner Frau Friederike Luise von Steinkeller geboren worden. 1779 legte er nun den Lehnseid für Stradow (bei Vetschau), den Oberhof in Groß Leine und in communione mit anderen Mitbelehnten für den Unterhof in Groß Leine ab.

### Groß Leine kommt zur Standesherrschaft Leuthen
1783 verkaufte er Groß Leine, und zwar den Unter- und Oberhof an Sofie Christiane Dorothea Gräfin von Hordt, der Besitzerin der benachbarten Standesherrschaft Leuthen. Am 17. Juli 1783 leistete sie den Lehenseid für Groß Leine. Sie hatte 1781 auch das benachbarte Rittergut Leibchel. Sie war in erster Ehe mit Friedrich Wilhelm von Marschall verheiratet, von dem sie sich wieder scheiden ließ. Sie heiratete 1758 in zweiter Ehe den Johann August von Haeseler, der aber bereits 1763 verstarb. Mit ihm hatte sie den Sohn August Ferdinand. 1767 heiratete sie in dritter Ehe Emanuel Friedrich von Bredow. Dieser starb am 28. Januar 1780 in Berlin und wurde in Groß Leuthen begraben. 1781 heiratete Sofie Christina Dorothea in vierter Ehe den Johann Ludwig Graf von Hordt(Hård). 1783 kaufte sie auch Dorf und Rittersitz Groß Leine. Johann Ludwig Graf von Hordt starb am 21. August 1798. Sofie Christina Dorothea Gräfin von Hordt starb 1802. Erben war ihr Sohn August Ferdinand von Haeseler und seine Schwester Friederike Caroline vermählt gewesene von Berg, die Hofdame von Königin Luise, der Frau König Friedrich Wilhelms III. von Preußen. Die beiden Geschwister schlossen einen Erbschaftsvertrag und August Ferdinand übernahm die Güter zu einem Anrechnungswert von 108.000 Talern. August Ferdinand seit 1790 Graf von Haeseler starb ohne Nachkommen am 6. Dezember 1838 in Berlin und wurde in Groß Leuthen beigesetzt.

### Trennung von der Standesherrschaft Leuthen und erneuter Anschluss
Die Standesherrschaft Leuthen und die angeschlossenen Güter wurden nun getrennt verkauft. Während die Standesherrschaft Leuthen 1841 für 152.000 Taler an den Oberamtmann Christian Wilhelm Griebenow ging, wurde Groß Leine 1840 von Ferdinand Schmidt zu Buckow gekauft. Er war bis (mindestens) 1864 im Besitz von Groß Leine. 1849 war die Patrimonialgerichtsbarkeit über die Gemeinde an das Kreisgericht in Lübben (Spreewald) übergegangen. Im gleichzeitig geschaffenen Gutsbezirk blieb sie jedoch erhalten. Der Gutsbezirk umfasste 1653 1451 Morgen (1900: 623 ha) und wurde erst 1928/9 mit der Landgemeinde vereinigt. Da Ferdinand Schmidt auf Buckow wohnte, verpachtete er das Gut Groß Leine; 1855 ist ein Pächter Rehfeld genannt bzw. 1856 ein Amtmann und Gutspächter Rehfeld. Vermutlich 1877 wurde es von Emil von Gutzmerow, der inzwischen Besitzer der Standesherrschaft Leuthen geworden war, gekauft. Emil von Guzmerow war mit Helene Freiin von Brenn verheiratet. Sie war in erster Ehe mit Wolf Wurmb von Zink verheiratet, von dem sie einen Sohn Hans Wilhelm in ihre zweite Ehe brachte. Dieser lebte auf Witzschersdorf (heute Stadt Leuna in Sachsen). Die Ehe von Emil von Guzmerow und Helene geb. Freiin von Brenn blieb kinderlos und so erbte der Enkel der Helene, Wilhelm Wolf (Willy) Wurmb von Zink Groß Leine (und auch die Standesherrschaft Leuthen), der die Güter durch einen Generalbevollmächtigten, den Regierungsrat Dr. Söhlke in Berlin bewirtschaften ließ. 1907 wurden sie an den Amtmann Wilhelm Barschel verpachtet. 1913 wird ein Pächter Petersen für Groß und Klein Leine erwähnt. Willy Wurmb von Zink ist noch bis 1914 als Besitzer der Standesherrschaft Leuthen belegt. Vermutlich in diesem Jahr wurde sie an Johann Abraham von Wülfing verkauft, der einen Familienfideikommiss einrichtete. Johann Abraham von Wülfing starb 1927. Die Herrschaft erbte sein Sohn Rudolph, dessen Familie 1945 vertrieben und 1946 enteignet wurde.

## Politische Zugehörigkeit
Groß Leine liegt in der Niederlausitz und gehörte dort zum Krummspreeischen Kreis, auch in sächsischer Zeit schon Lübbenscher Kreis genannt. Nach dem Übergang der Niederlausitz an Preußen wurde in der Kreisreform von 1816/7 der im Grunde neue Kreis Lübben geschaffen, der auch die frühere Herrschaft Beeskow mit einschloss. Die Herrschaft Storkow wurde an den Kreis Teltow angeschlossen. 1836 wurden die Kreise Teltow-Storkow und Lübben in diesen Umrissen wieder aufgelöst und daraus die Kreise Teltow und Lübben in ihrer früheren Form wieder hergestellt. Aus den früheren Herrschaften Beeskow und Storkow wurde der Kreis Beeskow-Storkow geschaffen. Groß Leine gehörte vor der Kreisreform von 1816/7, nach dieser Kreisreform und auch nach der Restitution der früheren Kreise immer zum Kreis Lübben. Es verblieb auch bei den Kreisreformen von 1950 und 1952 in der damaligen DDR beim Kreis Lübben. Nach der Wende 1989/90 wurde der Kreis Lübben 1990 noch in Landkreis Lübben umbenannt. 1992 schloss sich Groß Leine mit 16 anderen Gemeinden zum Amt Märkische Heide zusammen. 1993 wurde der Kreis Lübben zusammen mit den Kreisen Königs Wusterhausen und Luckau zum Landkreis Dahme-Spreewald zusammengeschlossen. Zum 26. Oktober 2003 bildete sich aus den 17 Gemeinden des Amtes Märkische Heide die neue Gemeinde Märkische Heide; das Amt Märkische Heide wurde zeitgleich aufgelöst. Seither ist Groß Leine ein Ortsteil der Gemeinde Märkische Heide im Landkreis Dahme-Spreewald.

## Kirchliche Geschichte
Groß Leine war im Mittelalter Mutterkirche und wurde erst 1559 mit dem Aufstieg von Groß Leuthen zum Sitz der Standesherrschaft Leuthen Tochterkirche von Groß Leuthen. Zur Kirchengemeinde Groß Leine gehören heute Klein Leine, Siegadel, Birkenhainchen und Glietz. Die Kirchengemeinde Groß Leine gehört wiederum zum Pfarrsprengel Groß Leuthen im Evangelischen Kirchenkreis Niederlausitz.

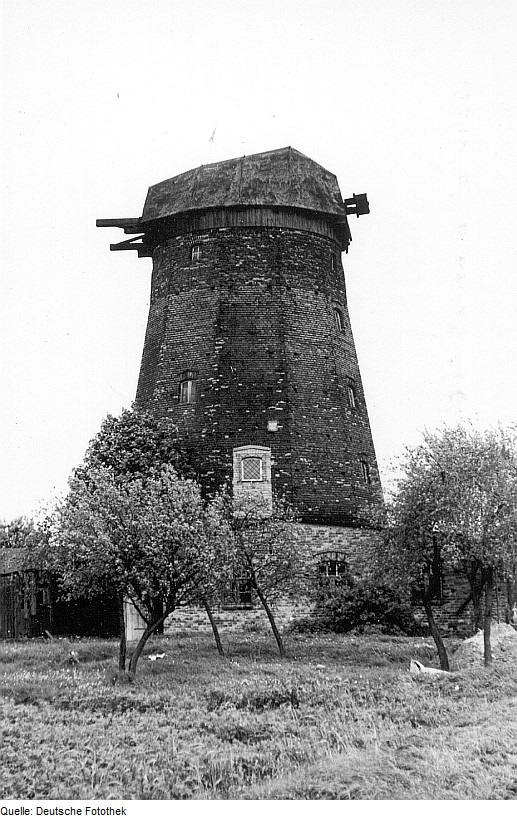
Turmholländerwindmühle in Groß Leine. Zustand 1972

## Denkmale und Sehenswürdigkeiten
Die Denkmalliste des Landes Brandenburg für den Landkreis Dahme-Spreewald verzeichnet zwei Bodendenkmale und ein Baudenkmal:

### Bodendenkmal
Groß Leine 1 Dorfkern deutsches Mittelalter, Dorfkern Neuzeit, Kirche deutsches Mittelalter,
Kirche Neuzeit, Friedhof deutsches Mittelalter, Friedhof Neuzeit, Turmhügel
deutsches Mittelalter, Turmhügel Neuzeit
12106

### Baudenkmale
- Nr. 09140113 Holländerwindmühle Birkenhainchener Straße 7
- Nr. 09140112 Dorfkirche Groß Leine, Neue Dorfstraße 7

Der verputzte Saalbau mit quadratischem Westturm aus unregelmäßigem Feldsteinmauerwerk stammt im Kern aus dem 15. Jahrhundert, wurde bei einer Renovierung 1906–10 aber umfassend neubarock verändert. Im Kircheninneren steht ein sehenswerter Altar aus dem 3. Viertel des 17. Jahrhunderts, in den Teile eines älteren Altars aus der ersten Hälfte des 15. Jahrhunderts eingelassen sind.